# 1969年のMLBドラフト
1969年のMLBドラフト（1969 First-Year Player Draft）とは、1969年6月に行われたMLBのアマチュアドラフトである。

## 1巡目指名
|  | = オールスターゲーム選出 |

| 順位 | 選手                   | チーム                         | 守備位置 | 学校                       |
| ---- | ---------------------- | ------------------------------ | -------- | -------------------------- |
| 1    | ジェフ・バロウズ       | ワシントン・セネタース         | 外野手   | ウッドロウ・ウィルソン高校 |
| 2    | J・R・リチャード       | ヒューストン・アストロズ       | 投手     | リンカーン高校             |
| 3    | テッド・ニコルソン     | シカゴ・ホワイトソックス       | 三塁手   | オークパーク高校           |
| 4    | ランディ・スターリング | ニューヨーク・メッツ           | 投手     | キーウェスト高校           |
| 5    | アラン・バニスター*    | カリフォルニア・エンゼルス     | 遊撃手   | ジョン・F・ケネディ高校    |
| 6    | マイク・アンダーソン   | フィラデルフィア・フィリーズ   | 一塁手   | ティモンスビル高校         |
| 7    | ポール・パウエル       | ミネソタ・ツインズ             | 外野手   | アリゾナ州立大学           |
| 8    | テリー・マクダーモット | ロサンゼルス・ドジャース       | 捕手     | セントアグネス高校         |
| 9    | ドン・スタンハウス     | オークランド・アスレチックス   | 投手     | デュコイン高校             |
| 10   | ボブ・メイ             | ピッツバーグ・パイレーツ       | 投手     | メリット島高校             |
| 11   | チャーリー・スパイクス | ニューヨーク・ヤンキース       | 三塁手   | セントラルメモリアル高校   |
| 12   | ジーン・ホルベルト     | アトランタ・ブレーブス         | 捕手     | パルミラ高校               |
| 13   | ノエル・ジェンク       | ボストン・レッドソックス       | 外野手   | ミネソタ大学               |
| 14   | ドン・ガレット         | シンシナティ・レッズ           | 投手     | マッケル高校               |
| 15   | アルビン・マグリュー   | クリーブランド・インディアンス | 外野手   | パーカー高校               |
| 16   | ロジャー・メッツガー   | シカゴ・カブス                 | 遊撃手   | セントエドワーズ大学       |
| 17   | ドン・フット           | ボルチモア・オリオールズ       | 投手     | サウスサイド高校           |
| 18   | マイク・フィリップス   | サンフランシスコ・ジャイアンツ | 遊撃手   | マクアーサー高校           |
| 19   | ジョン・ヤング         | デトロイト・タイガース         | 一塁手   | エンタープライズ高校       |
| 20   | チャールズ・マイノット | セントルイス・カージナルス     | 投手     | ロイヤルオーク高校         |
| 21   | ゴーマン・トーマス     | シアトル・パイロッツ           | 遊撃手   | ジェームズ島高校           |
| 22   | バロール・ムーア       | モントリオール・エクスポズ     | 投手     | ディアーパーク高校         |
| 23   | ジョン・シモンズ*      | カンザスシティ・ロイヤルズ     | 遊撃手   | チルダースバーグ高校       |
| 24   | ランディ・エリオット   | サンディエゴ・パドレス         | 一塁手   | アドルフ・カマリロ高校     |

*未契約